# E-girl

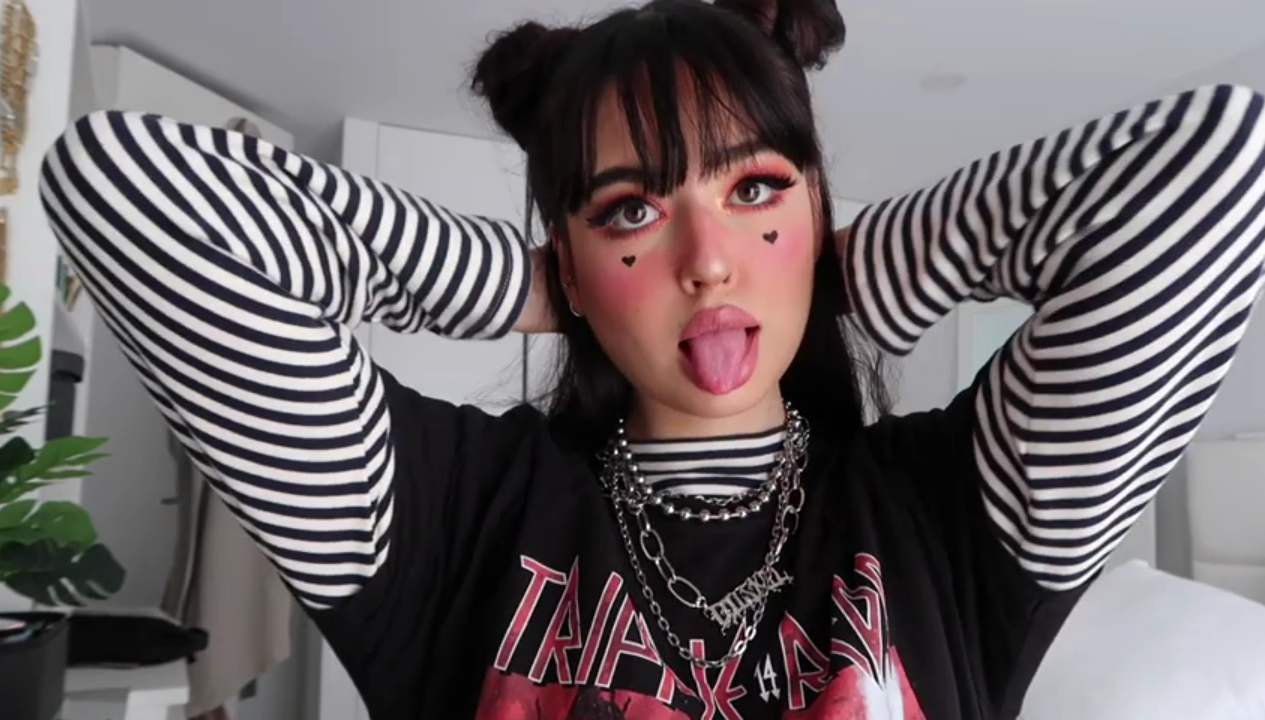
Estereotipo de estilo e-girl.

El término 'E-girl' (chica electrónica, en inglés 'Electronic girl') es un estilo juvenil, formado principalmente por mujeres, que surgió a finales de la década de 2010 y se ha popularizado principalmente en redes sociales. El estilo está inspirado  varias influencias culturales, como la  cultura skateboarding, la moda de las décadas de 1990 y 2000, la moda callejera japonesa, el anime, el hip hop, el soft grunge, lo emo, lo scene, lo gótico, y el rave. También existe un amplio sector masculino denominado E-boy.

## Descripción

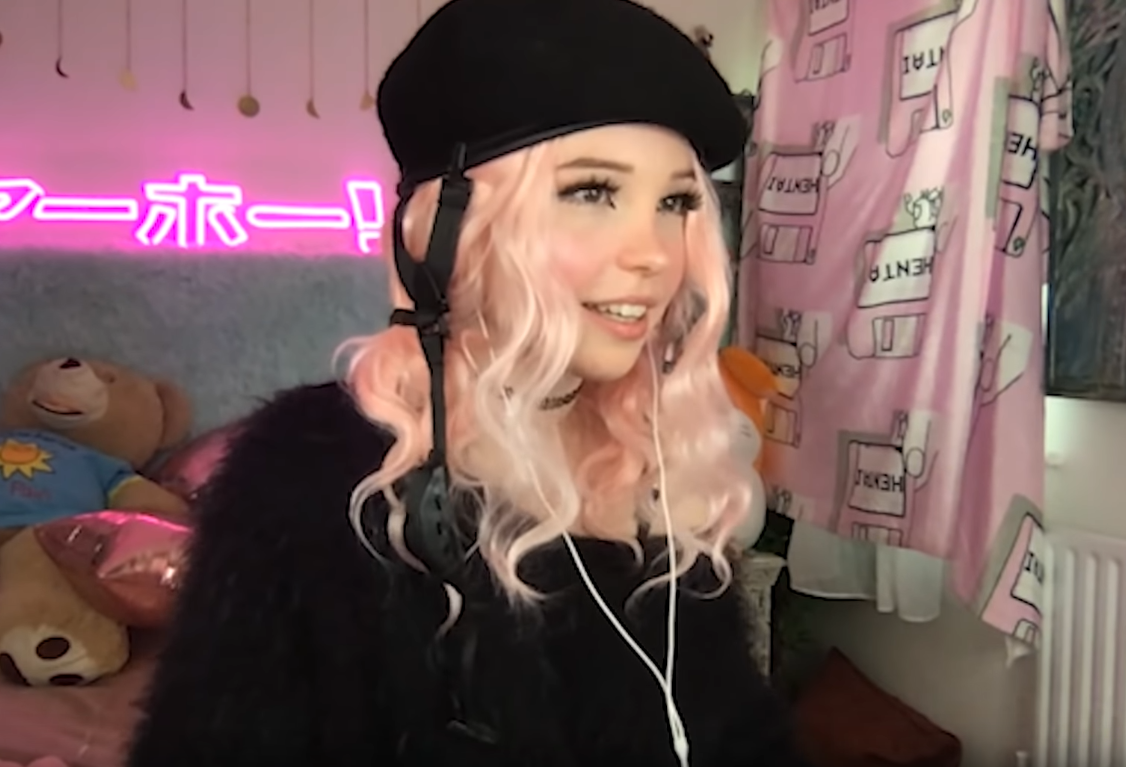
Belle Delphine, uno de los primeros personajes de YouTube en ser denominados como e-girl.

Las e-girls suelen llevar ropa holgada, con cabello teñido, esmalte de uñas y cadenas decorativas. Las e-girls suelen usar camisas de malla  delineador de ojos alado, y suelen tener el cabello teñido, mientras que los e-boys tienden a vestir con capas de ropa negra, camisas de rayas de manga larga y cabello con cortinas. Tanto los hombres como las mujeres pueden usar grandes cantidades de maquillaje, como rubor rosado en las mejillas y la nariz, imitando el anime o la moda Lolita. Las pecas falsas en los pómulos son usadas frecuentemente. Se dibujan formas pequeñas debajo de los ojos, generalmente en forma de corazón. La youtuber Jenna Marbles calificó el estilo de maquillaje de una e-girl como una mezcla de «maquillaje harajuku, emo e igari». El último de estos es un estilo de maquillaje japonés imitativo de una resaca.
Los vídeos de e-girls y e-boys tienden a ser coquetos y, a veces, abiertamente sexuales. Ojos y lenguas que sobresalen (una expresión facial conocida como ahegao, que imita el clímax en los videojuegos pornográficos japoneses, manga y animaciones) son comunes. Las e-girls se volvieron conocidas a mediados de la década de 2010 por sus apariciones en redes sociales como Twitter, Discord y posteriormente TikTok. También están relacionadas con la comunidad gamer. Además, existen sitios donde las e-girls y e-boys ofrecen servicios de compañía.

## Crítica
El término e-girl fue utilizado inicialmente como un insulto para menospreciar a las mujeres que se hacían populares jugando videojuegos en sitios predominantemente masculinos, y que recibían acoso .